# Niels Sigfred Nebelong
Niels Sigfred Nebelong, né le 14 octobre 1806 et mort le 9 octobre 1871, est un architecte danois. Il est architecte de la ville de Copenhague à partir de 1863 et conçoit également de nombreux phares autour du Danemark en sa qualité d’architecte résident de l’autorité danoise des phares.

## Biographie

### Jeunesse et éducation
Niels Sigfred Nebelong est né à Copenhague, au Danemark. Il était le fils de Johan Henrik Nebelong et d’Anna Christine Schreyber. Il était le frère de l’architecte Johan Henrik Nebelong.
En 1819, il est admis à l’Académie royale des beaux-arts du Danemark où il étudie sous la direction de l’architecte danois d’origine allemande Gustav Friedrich Hetsch. Il remporte la médaille d’or en 1833 et 1837. Nebelong enseigna à l’académie pendant plusieurs années avant de partir à l’étranger de 1839 à 1842 grâce à une bourse d'études. Il se rend d’abord à Paris, où il étudie sous la direction d’Henri Labrouste, puis il poursuit ses études en Italie et en Grèce, avant de retourner au Danemark en 1842.

### Carrière
De retour au Danemark, il a eu deux commandes à Kolding. En 1846, il retourna à Copenhague. Il devient membre de l’académie en 1855 et l’année suivante il est nommé architecte de la ville de Copenhague. Il a également eu de nombreux clients privés. Nebelong a également été architecte résident de l’autorité danoise des phares, concevant de nombreux phares à travers le pays. Il a également conçu de nombreuses prisons et palais de justice.
Il a restauré la cathédrale de Ribe (1843-1845, avec F.F. Friis), l’église de Store Heddinge (1853-1854), l’église de la garnison à Copenhague (1860), le manoir de Tranekær (1862-1863) et l’église de Haarby en Fionie (1856). Il dirigea la reconstruction de la cathédrale de Viborg (étude en 1859, restauration commencée en collaboration avec J. Tholle en 1863, achevée en 1876, l’intérieur achevé par H.B. Storck) mais mourut avant son achèvement.

### Style
Typiquement de la période historiciste, Nebelong a travaillé dans un certain nombre de styles différents, y compris le néo-classicisme tardif (Kolding Gymnasium, 1845-1846), le néogothique (couvent de Slagelse, 1857-1859) et le néo-roman (cathédrale de Viborg, 1863-1876, achevée par H.B. Storck).

## Œuvres
- Hôtel de ville de Skive (1844)
- Palais de justice de Holsted (1845)
- Kastrup Glasværk (o. 1845)
- Gymnase de Kolding, Kirketorvet, Kolding (1845-1846, ombygget)
- Maison des douanes de Bogense (1846)
- Hôtel de ville et palais de justice de Holstebro (1846, aile latérale ajoutée en 1881)
- Hôtel de ville et tribunal et prison de Nykøbing Mors (1846-47, depuis 1924 uniquement hôtel de ville)
- Maison des douanes d’Odense (adaptation et extension), 4 Londongade, Odense (1847)
- Maison de campagne Sølyst, 321 Vedbæk Strandvej, Vedbæk (1847, remanié en 1915)
- Prison de Blegdamsvej, 6 Blegdamsvej (1847-1848, avec M. G. Bindesbøll, reconstruite)
- Vieux Carlsberg : Bâtiment principal (1852-1854) et divers autres bâtiments (avec J. C. Jacobsen, classé)
- Bâtiment principal de Strandmøllen pour Johan Christian Drewsen, 895 Strandvejen (1850, vinduer udskiftet)
- Logements ouvriers, 66-70 et 84-88 Four Overgaden Vandet, Christianshavn, Copenhague (1851–52)
- Lunde Church ved Svendborg (1852, tårnet restaureret 1886)
- Villa pour rådmand Frederik Christoffer Bülow, 5 Ewaldsgade, Copenhague (1853, classée)
- 24 Bredgade/2 Sankt Annæ Plads (1855)
- Vartov (reconstruction), Farvergade 27, København (1856–60)
- Phare de Skagen, Grenen (1858, classé)
- Phare de Vesborg, Samsø (1858)
- Nouveau couvent de Slagelse (1857-1859)
- Prison d’État de Vridsløselille (1859)
- Copenhague Station de pompage, tondeuse Pumpehuset, Studiestræde (1859, udpeget som nationalt industriminde 2007)
- Palais de justice d’Odense, 28 Albanigade, Odense (1861, agrandi)
- Pénitencier de Christianshavn, Christianshavns Torv, Christianshavn (1861-1864, démoli en 1928)
- Phare de Hirtshals (1863)
- Pénitencier de Viborg (extension) (1863–64)
- Hôtel de ville, tribunal et prison, Nykøbing Sjælland (1868-1869)
- Bâtiment de liaison, New Carlsberg (1871-1876, avec Carl Florian Thomsen, démoli)
- Phare de Bovbjerg (à titre posthume de 1876 à 1877)

## Travaux de restauration
- Cathédrale de Ribe (1843-1845, avec F.F. Friis)
- église de Store Heddinge (1853-1854)
- Église de la garnison, Copenhague (1860)
- Château de Tranekær (1862-1863)
- Église de Hårby, Fionie (1856)
- Cathédrale de Viborg (restauration avec J. Tholle 1863-1876)
- L’église de la Trinitatis et Rundetårn (1870-1871, d’après les représentations de Christian Hansen)